# Escorteur d'escadre
Gli escorteurs d'escadre nella Marine nationale francese erano navi similari ai cacciatorpediniere di scorta della US Navy delle classi Surcouf, Duperré e La Galissonnière, realizzate negli anni cinquanta, dotate di armamento polivalente, antinave, antiaereo e antisottomarino, concepite per servire essenzialmente da scorta a una forza navale comprendente una portaerei. Tali unità vennero classificate escorteurs d'escadre, denominazione più conforme alla loro missione, rispetto a quella di cacciatorpediniere.
L'Escorteur non è tuttavia il cacciatorpediniere di scorta, che in francese si traduce in destroyer d'escorte. Escorteur è un termine generale per indicare una nave incaricata della protezione delle altre navi, dei convogli e delle comunicazioni marittime. La Francia ha prodotto quattro tipi di escorteurs con tre pennant number differenti: escorteurs d'escadre (D), escorteurs rapides (F), avisos escorteurs (F) e escorteurs côtiers (P). Il termine escorteur ha sostituito nella terminologia navale francese, a partire dagli anni cinquanta, i precedenti termini di destroyer, contre-torpilleur e torpilleur, che vennero definitivamente abbandonati. In seguito anche il termine escorteur è stato abbandonato, negli anni settanta, sostituiti dai termini fregata di 1º rango (equivalente dei cacciatorpediniere delle altre marine NATO), fregata di 2º rango (equivalente della fregata delle altre marine NATO), avviso (equivalente della corvetta delle altre marine NATO) e pattugliatore.

## Unità
| Classe | Pennant | Nome             | Cantiere navale                   | Varo              | Ingresso in servizio | Modernizzazione                                          | Disarmo           |
| ------ | ------- | ---------------- | --------------------------------- | ----------------- | -------------------- | -------------------------------------------------------- | ----------------- |
| T 47   | D621    | Surcouf          | Arsenale di Lorient               | 3 ottobre 1953    | 1º novembre 1955     | Conducteur de flottille                                  | 5 maggio 1972     |
| T 47   | D622    | Kersaint         | Arsenale di Lorient               | 3 ottobre 1953    | 20 marzo 1956        | Missili AA RIM-24 Tartar                                 | 23 marzo 1984     |
| T 47   | D623    | Cassard          | Ateliers e cantieri di Bretagna   | 12 maggio 1953    | 14 aprile 1956       | Conducteur de flottille                                  | 1º giugno 1976    |
| T 47   | D624    | Bouvet           | Arsenale di Lorient               | 25 settembre 1954 | 13 maggio 1956       | Missili AA RIM-24 Tartar                                 | 1º giugno 1983    |
| T 47   | D625    | Dupetit-Thouars  | Arsenale di Brest                 | 4 febbraio 1954   | 15 settembre 1956    | Missili AA RIM-24 Tartar                                 | 30 agosto 1988    |
| T 47   | D626    | Chevalier Paul   | Fonderie e cantieri della Gironda | 28 luglio 1953    | 22 dicembre 1956     | Conducteur de flottille                                  | 1º luglio 1971    |
| T 47   | D627    | Maillé-Brézé     | Arsenale di Lorient               | 2 luglio 1955     | 4 maggio 1957        | Missili ASW Malafon                                      | 1º aprile 1988    |
| T 47   | D628    | Vauquelin        | Arsenale di Lorient               | 2 luglio 1955     | 3 novembre 1956      | Missili ASW Malafon                                      | 6 aprile 1987     |
| T 47   | D629    | D'Estrées        | Arsenale di Brest                 | 27 novembre 1954  | 19 marzo 1957        | Missili ASW Malafon                                      | 3 luglio 1985     |
| T 47   | D630    | Du Chayla        | Arsenale di Brest                 | 27 novembre 1954  | 4 giugno 1957        | Missili AA RIM-24 Tartar                                 | 15 novembre 1991  |
| T 47   | D631    | Casabianca       | Ateliers e cantieri di Bretagna   | 13 novembre 1954  | 4 maggio 1957        | Missili ASW Malafon                                      | 1º dicembre 1984  |
| T 47   | D632    | Guépratte        | Fonderie e cantieri della Gironda | 8 novembre 1954   | 6 giugno 1957        | Missili ASW Malafon                                      | 5 agosto 1984     |
| T 53   | D633    | Duperré          | Arsenale di Lorient               | 23 giugno 1956    | 8 ottobre 1957       | 1972-1973 in bâtiment anti-sous-marin et de commandement | 1º giugno 1992    |
| T 53   | D634    | La Bourdonnais   | Arsenale di Brest                 | 15 ottobre 1955   | 3 marzo 1958         |                                                          | 29 novembre 1977  |
| T 53   | D635    | Forbin           | Arsenale di Brest                 | 15 ottobre 1955   | 1º febbraio 1958     | dal 1973, nave d'accompagnamento della Jeanne d'Arc      | 1º giugno 1981    |
| T 53   | D636    | Tartu            | Ateliers e cantieri di Bretagna   | 2 dicembre 1955   | 5 febbraio 1958      |                                                          | 30 aprile 1980    |
| T 53   | D637    | Jauréguiberry    | Fonderie e cantieri della Gironda | 5 novembre 1955   | 15 luglio 1958       |                                                          | 16 settembre 1977 |
| T 56   | D638    | La Galissonnière | Arsenale di Lorient               | 12 marzo 1960     | 9 luglio 1962        |                                                          | 20 aprile 1990    |

## Servizio
Le dodici unità della Classe Surcouf sono state costruite tra il 1955 e il 1957 ed erano derivate dai cacciatorpediniere della  classe Mogador entrati in servizio nel 1939-1940.
Dotate di armamento polivalente, antinave, antiaereo e antisottomarino furono modernizzate negli anni sessanta e vennero tutte poste in disarmo nel corso degli anni ottanta. Il Maillé-Brézé, andando in disarmo il 1º aprile 1988 è stato l'unico escorteur d'escadre preservato come nave museo a Nantes.
Le cinque unità della classe Duperré costruite tra il 1957 e il 1958 e derivate dalla precedente classe T 47 erano specializzate nella lotta antiaerea. Tutte le unità furono disarmate tra il 1977 e il 1981, ad eccezione dell'unità capoclasse che restò in servizio fino al 1992.
La Galissonnière, unità unica della classe T 56 o classe La Galissonniere rappresenta la terza e ultima serie di escorteurs d'escadre della Marine nationale dopo la fine della seconda guerra mondiale. La nave fu la prima ad utilizzare il nuovo sistema francese di lotta antisommergibile Malafon ed era anche dotata di una piattaforma per un elicottero che poteva ripiegarsi a forma di hangar per un Alouette II o un Alouette III. La nave entrata in servizio nel 1962 ha operato nel Mediterraneo, nell'Atlantico e nell'oceano Indiano. A partire dal 1983, ha servto come nave di scorta degli SNLE della classe Le Redoutable, andando in disarmo il 20 aprile 1990.

## Ammodernamenti
Delle unità della classe Surcouf, tre unità (Surcouf, Cassard e Chevalier Paul) furono trasformate in cacciatorpediniere conduttori tra il 1960 e il 1962. Le trasformazioni hanno essenzialmente portato su un ingrandimento del ponte posteriore per poter accogliere a bordo lo stato maggiore di un ammiraglio la rimozione di una torretta antiaerea da 57 mm e le due piattaforme di tubi lanciasiluri da 550 mm, poste a popp. Per l'ammiraglio, un appartamento fu aggiunto nel blocco della passerella e al posto della torretta da 57 mm un rifugio vetrato.
Altre quattro unità (Bouvet, Kersaint, Dupetit-Thouars e Du Chayla) furono trasformate tra il 1961 e il 1965 per diventare unità missilistiche con i missili mare-aria RIM-24 Tartar.
Altre cinque unità (D'Estrées, Maillé-Brézé, Vauquelin, Casabianca e Guépratte) furono trasformate a partire dal dicembre 1965 (D'Estrées) per ridivenire operative nel gennaio 1971 (Guépratte) come unità missilistiche per la lotta antisommergibile con i missili Malafon.
Le unità antiaeree della classe Surcouf furono sostituite dalle Suffren e dalle Cassard mentre le unità dedicate al ontrasto dei sommergibili furono sostituite dall'Aconit, dalle Tourville e dalle Georges Leygues.
Delle unità della classe Duperré due navi furono modernizzate negli anni settanta per diventare la prima un'unità antisommergibile e di comando e l'altra per servire da nave d'accompagnamento della nave scuola Jeanne d'Arc.
L'armamento della Duperré, dopo la trasformazione in nave antisommergibile e di comando, comprendeva una torretta da 100 mm Mle 68, quattro missili Exocet MM38, due catapulte per il lancio dei siluri L5 (8 siluri), due mitragliere da 20 mm Oerlikon e inoltre la nave fu dotata anche di un helideck per imbarcare un elicottero Lynx WG13.
Le unità antiaeree di questa classe sono state sostituite dalle unità missilistiche delle classi Suffren e Cassard.

## Galleria d'immagini

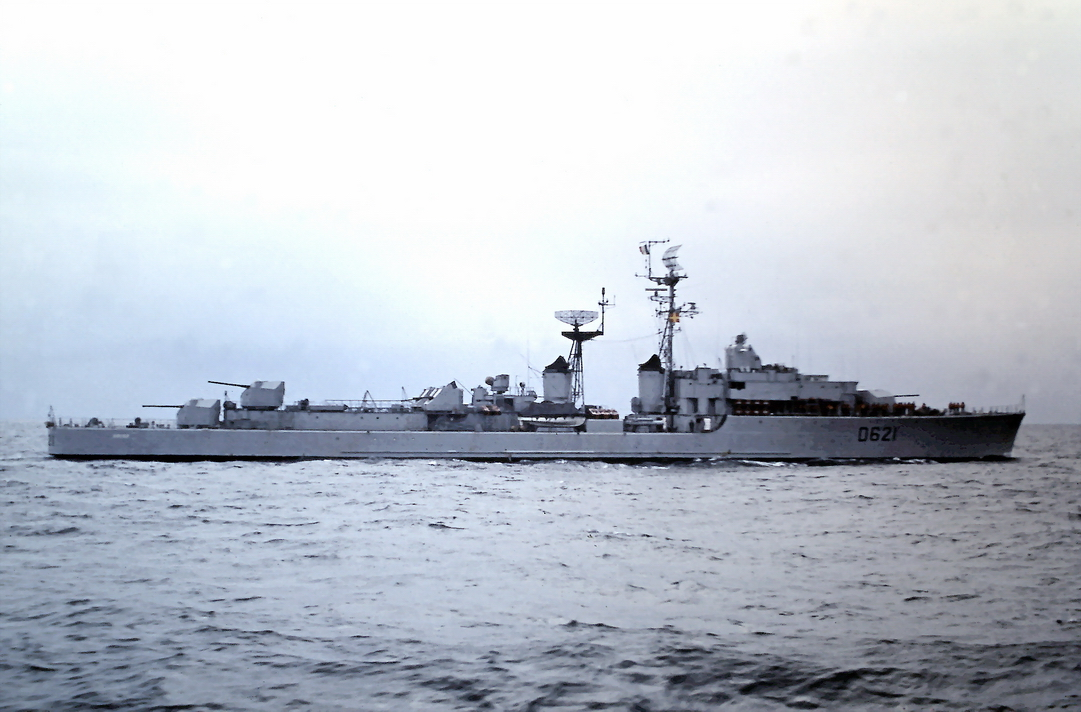
Escorteur d'escadre Surcouf
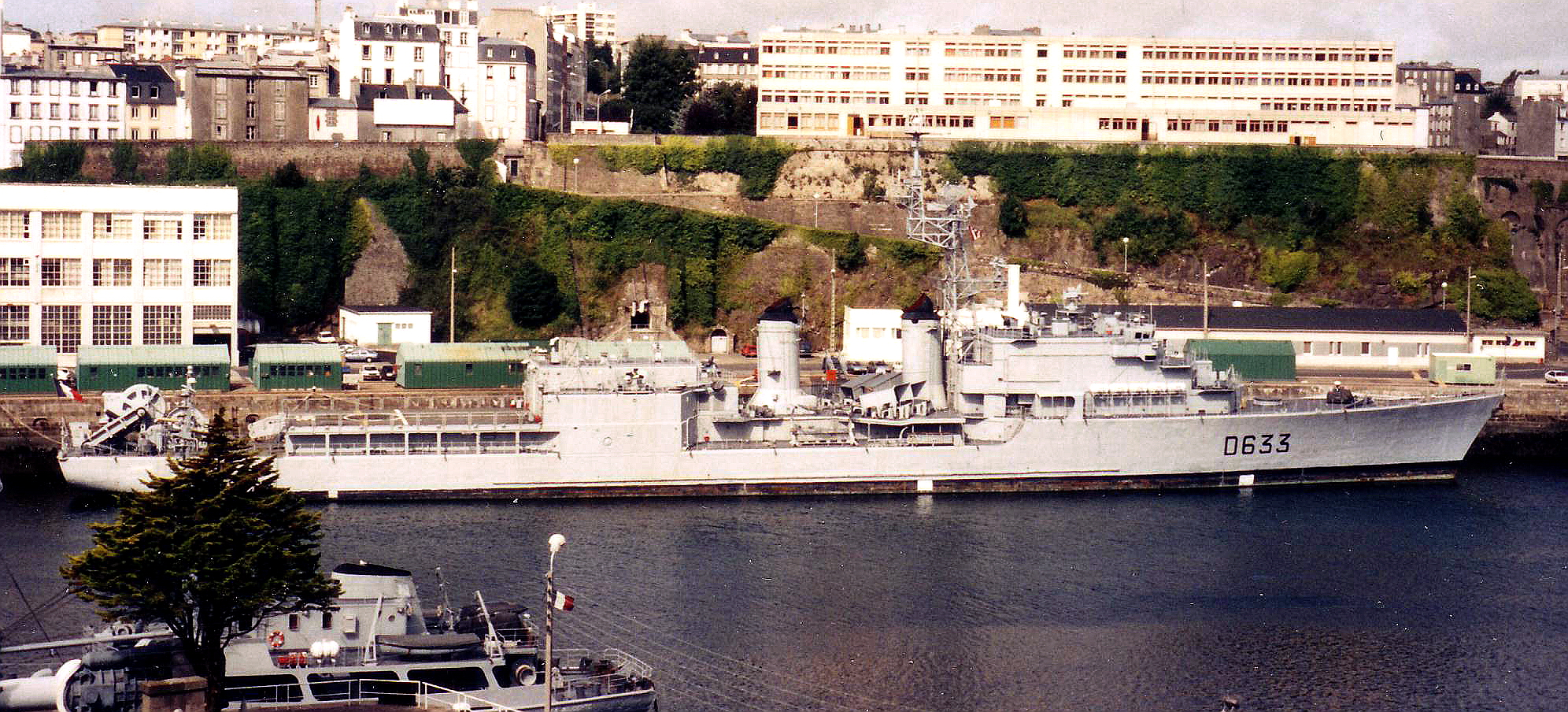
Escorteur d'escadre Duperré
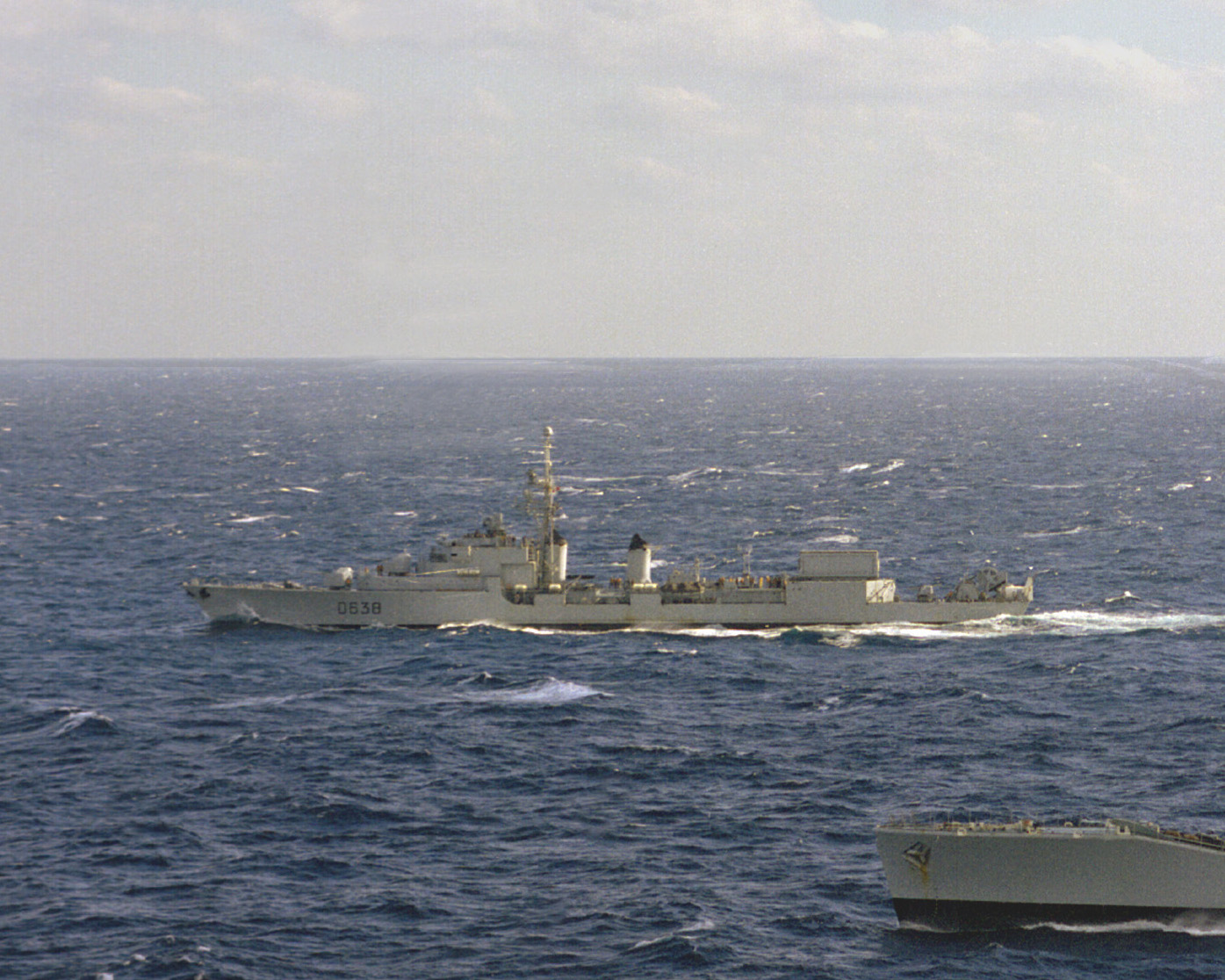
Escorteur d'escadre La Galissonnière